# Mar Vista
Mar Vista – dzielnica w zachodniej części Los Angeles. W 2008 roku szacowano liczbę mieszkańców na 33 447 osób. Położona w centrum Westside. Jej granice wyznaczają w przybliżeniu San Diego Freeway, Walgrove Avenue, Lotnisko w Santa Monica i National Boulevard. Od północnego zachodu graniczy z miastem Santa Monica, od północy z West Los Angeles, od wschodu z Culver City od zachodu z Venice.
W latach 20. XX wieku obszar Mar Vista został przyłączony do Los Angeles. Jest to głównie dzielnica mieszkalna z apartamentowcami i domami jednorodzinnymi.